# Francesco Friedrich
Francesco „Franz“ Friedrich (* 2. Mai 1990 in Pirna) ist ein deutscher Bobfahrer. Mit insgesamt sechzehn Titeln in beiden Schlitten ist er Rekordweltmeister. Hinzu kommen zwei Weltmeistertitel im Teamwettbewerb. Außerdem wurde er sowohl 2018 als auch 2022 jeweils Doppel-Olympiasieger mit Siegen im Zweierbob und im Viererbob. Auch erreichte er bisher die meisten Weltcupsiege im Bobsport.

## Karriere
Francesco Friedrich kam über die Leichtathletik zum Bobsport. Bei den deutschen Juniorenmeisterschaften in der Saison 2007/08 belegte Friedrich im Zweierbob den 8. Platz. Erste größere Erfolge konnte er mit dem 5. (Zweierbob) und 6. Platz (Viererbob) in der Europacup-Saison 2009/10 auf seiner Heimbahn in Altenberg erzielen. Der Durchbruch in die Weltspitze gelang mit dem Juniorenweltmeistertitel im Zweier und dem 2. Platz im Vierer (mit Bruder David) bei der Juniorenweltmeisterschaft 2011 in Park City. Im selben Jahr konnte er bei den Weltmeisterschaften in Königssee mit dem Gewinn des Team-Weltmeistertitels seinen ersten großen Erfolg verbuchen. Auch die Zweierbob-Gesamtwertung im Europacup 2011 konnte er für sich entscheiden. In der Saison 2011/12 sicherte sich Francesco Friedrich im Europacup alle drei Gesamtsiege (Zweier-, Viererbob und Kombination) und konnte auf Grund des Ausfalls von Thomas Florschütz in St. Moritz sein Weltcup-Debüt feiern. Bei den Weltmeisterschaften 2012 in Lake Placid erreichte er im Zweierbob einen sehr guten 4. Platz und im Viererbob den 9. Platz.
Bei der Junioren-Weltmeisterschaft 2012/13, die aufgrund der Bahn-Schließung im italienischen Cesana Pariol zum zweiten Mal innerhalb eines Kalenderjahres in Innsbruck/Igls ausgetragen wurde, gewann Friedrich in beiden Wettbewerben Gold. Im Winter 2012/13 erreichte er zudem seine ersten Podestplätze im Weltcup mit einem Sieg und fünf dritten Rängen im Zweierbob. Bei der Weltmeisterschaft in St. Moritz gewann er mit Jannis Bäcker Gold im Zweier und wurde damit der jüngste Zweierbob-Weltmeister in der Geschichte. Im Bob-Weltcup 2013/14 fuhr er mit zwei zweiten Rängen in Winterberg auch im Vierer erstmals auf das Podium und belegte im Zweierbob den dritten Platz im Gesamtweltcup. Friedrich holte bei der Bob-Europameisterschaft 2014 mit Alexander Mann, Gregor Bermbach und Thorsten Margis die Bronze-Medaille im Viererbob. Bei den Olympischen Spielen von Sotschi wurde er Achter im Zweier- und Zehnter im Viererbob.
Im Weltcup 2014/15 siegte Friedrich bei drei Rennen im Zweier und erreichte fünf weitere Podestplätze. Bei der Europameisterschaft wurde er in La Plagne mit Anschieber Martin Grothkopp Europameister im Zweierbob und belegte Rang drei im Viererbob. Bei den Weltmeisterschaften 2015 in Winterberg verteidigte er seinen Titel im Zweierbob mit über einer Sekunde Vorsprung. Auch im Team-Wettbewerb sicherte er sich wieder die Goldmedaille. Beim ersten Weltcup der Saison 2015/16 in Altenberg siegte er sowohl im Zweier als auch zum ersten Mal in seiner Karriere im Vierer. Diesen Doppelerfolg konnte er eine Woche später in Winterberg wiederholen.
Bei der Bob-Weltmeisterschaft 2016 in Igls gewann Friedrich im Zweier mit Thorsten Margis Gold; im Vierer fiel er nach dem vierten Lauf noch knapp hinter das Team von Oskars Melbārdis zurück und wurde mit 0,04 Sekunden Rückstand Vizeweltmeister. Bei der Bob-Europameisterschaft 2017 in Winterberg gewann er im Zweier mit Thorsten Margis Gold. Bei der Bob-Weltmeisterschaft 2017 in Königssee wurde er im Zweier zum vierten und im Vierer – zeitgleich mit Johannes Lochner – zum ersten Mal Weltmeister. Im gleichen Jahr gewann er im Zweierbob und in der Kombination zum ersten Mal Gesamt-Weltcupwertungen. Bei den Olympischen Winterspielen 2018 in Pyeongchang gewannen Friedrich und Margis mit der Goldmedaille im Zweierbob – gemeinsam mit den zeitgleichen Kanadiern Kripps/Kopacz – erstmals eine olympische Medaille. Auch im Viererbob sicherte sich Friedrich den Olympiasieg, diesmal deutlich mit 0,53 s Vorsprung.
In der Weltcup-Saison 2018/19 gewann Friedrich alle drei Wertungen. Mit acht Siegen war er im Zweier als erster Athlet in allen Saisonrennen erfolgreich. Bei der Weltmeisterschaft in Whistler holte er zum fünften Mal in Folge den Titel im Zweierbob, was zuvor nur dem Italiener Eugenio Monti von 1957 bis 1961 gelang. Er gewann auch im Vierer trotz eines Muskelfaserrisses, den er sich im ersten Durchgang zuzog, die Goldmedaille und war damit der erste Bobpilot, dem der „Double-Hattrick“ (Goldmedaille jeweils im Zweier und Vierer bei drei aufeinanderfolgenden Großereignissen – WM–Olympia–WM), und der zweite nach Eugenio Monti 1961, dem das WM-Double gelang. Gegenüber Monti schaffte er dies aber mit ein und derselben Crew. Zudem stellte er mit 157,06 km/h einen neuen Geschwindigkeitsweltrekord im Bobfahren auf.
Auch in der Saison 2019/20 war Friedrich der überragende Pilot, gewann alle Weltcup-Wertungen und erneut beide WM-Titel.
In der Saison 2020/21 war Friedrich in beiden Wettbewerben bei der Europameisterschaft siegreich, darunter auch das erste Mal im Vierer. Da die EM im Bobsport stets auch als Weltcup gewertet wird, übertraf er mit seinem 46. Sieg die bisherige Rekordmarke seines Landsmanns André Lange. Mit seinen Siegen bei der Weltmeisterschaft 2021 in Altenberg errang er seinen zehnten und elften WM-Titel (die Titel im Team nicht mitgerechnet), womit er zum alleinigen Rekordweltmeister wurde.
Bei der Eröffnungsfeier der Olympischen Winterspiele 2022 in Peking war Friedrich gemeinsam mit Claudia Pechstein Fahnenträger der deutschen Mannschaft und gewann Gold im Zweier- und Viererbob. Er ist damit der erste Bobpilot, der zweimal das Olympia-Doppel aus Zweier- und Viererbob gewinnen konnte. In der gesamten Saison beendete er nur zwei Wettbewerbe nicht als Sieger.
Auch in den folgenden Jahren dominierte er den Bobsport bei den Männern und hat inzwischen 87 Weltcupsiege aufzuweisen.

## Auszeichnungen
- 2018 und 2022: Silbernes Lorbeerblatt[13]
- 2022: Sport-Bild-Award „Olympia-Rekord“[14]
- 2022: Goldene Henne zusammen mit Anna-Lena Forster in der Kategorie „Ehrenpreis Sport“[15]
- 2023: Widmung der „Martineau Trophy“ (Wanderpokal für den Viererbob-Weltmeister) als „Martineau Friedrich Trophy“ durch die International Bobsleigh & Skeleton Federation[16]
- 2018–2023: 5× Sachsens Sportler des Jahres (Mannschaft)

## Platzierungen nach Saison
| Saison  | Weltcup | Weltcup | Weltcup | OS/WM  | OS/WM  | OS/WM | EM     | EM     |
| Saison  | Zweier  | Vierer  | Komb.   | Zweier | Vierer | Team  | Zweier | Vierer |
| ------- | ------- | ------- | ------- | ------ | ------ | ----- | ------ | ------ |
| 2010/11 | –       | –       | –       | 11.    | –      | 1.    | –      | –      |
| 2011/12 | 27.     | –       | 26.     | 4.     | 9.     | –     | –      | –      |
| 2012/13 | 6.      | 19.     | 12.     | 1.     | 13.    | 2.    | 3.     | –      |
| 2013/14 | 3.      | 7.      | 6.      | 8.     | 10.    |       | 6.     | 3.     |
| 2014/15 | 4.      | 5.      | 4.      | 1.     | 4.     | 1.    | 1.     | 3.     |
| 2015/16 | 6.      | 2.      | 4.      | 1.     | 2.     | –     | 8.     | 4.     |
| 2016/17 | 1.      | 7.      | 1.      | 1.     | 1.     | –     | 1.     | 5.     |
| 2017/18 | 2.      | 2.      | 2.      | 1.     | 1.     |       | 1.     | 2.     |
| 2018/19 | 1.      | 1.      | 1.      | 1.     | 1.     | –     | 1.     | 3.     |
| 2019/20 | 1.      | 1.      | 1.      | 1.     | 1.     |       | –      | 2.     |
| 2020/21 | 1.      | 1.      | 1.      | 1.     | 1.     | 1.    | 1.     |        |
| 2021/22 | 1.      | 1.      | 1.      | 1.     | 1.     | 1.    | 2.     |        |
| 2022/23 | 2.      | 1.      | 1.      | 2.     | 1.     | 3.    | 2.     |        |
| 2023/24 | 1.      | 1.      | 1.      | 1.     | 1.     | 4.    | 1.     |        |
| 2024/25 | 1.      | 1.      | 1.      | 1.     | 1.     | 1.    | 2.     |        |

## Weltcupsiege
| Nr. | Datum         | Ort            | Bahn                                    |
| --- | ------------- | -------------- | --------------------------------------- |
| 01. | 5. Jan. 2013  | Altenberg      | Rennschlitten- und Bobbahn Altenberg    |
| 02. | 12. Dez. 2014 | Lake Placid    | Olympia-Bobbahn Mount Van Hoevenberg    |
| 03. | 31. Jan. 2015 | La Plagne      | Piste de La Plagne                      |
| 04. | 6. Feb. 2015  | Innsbruck-Igls | Olympia Eiskanal Igls                   |
| 05. | 28. Nov. 2015 | Altenberg      | Rennschlitten- und Bobbahn Altenberg    |
| 06. | 5. Dez. 2015  | Winterberg     | Bobbahn Winterberg                      |
| 07. | 12. Dez. 2015 | Königssee      | Kombinierte Kunsteisbahn am Königssee   |
| 08. | 2. Dez. 2016  | Whistler       | Whistler Sliding Centre                 |
| 09. | 7. Jan. 2017  | Altenberg      | Rennschlitten- und Bobbahn Altenberg    |
| 10. | 14. Jan. 2017 | Winterberg     | Bobbahn Winterberg                      |
| 11. | 4. Feb. 2017  | Innsbruck-Igls | Kunsteisbahn Bob-Rodel Igls             |
| 12. | 18. März 2017 | Pyeongchang    | Olympic Sliding Centre                  |
| 13. | 16. Dez. 2017 | Innsbruck-Igls | Kunsteisbahn Bob-Rodel Igls             |
| 14. | 20. Jan. 2018 | Königssee      | Kombinierte Kunsteisbahn am Königssee   |
| 15. | 8. Dez. 2018  | Sigulda        | Bob- und Rennschlittenbahn Sigulda      |
| 16. | 9. Dez. 2018  | Sigulda        | Bob- und Rennschlittenbahn Sigulda      |
| 17. | 6. Jan. 2019  | Altenberg      | Rennschlitten- und Bobbahn Altenberg    |
| 18. | 12. Jan. 2019 | Königssee      | Kunsteisbahn Königssee                  |
| 19. | 19. Jan. 2019 | Innsbruck-Igls | Kunsteisbahn Bob-Rodel Igls             |
| 20. | 26. Jan. 2019 | St. Moritz     | Olympia Bob Run St. Moritz–Celerina     |
| 21. | 16. Feb. 2019 | Lake Placid    | Olympia-Bobbahn Mount Van Hoevenberg    |
| 22. | 23. Feb. 2019 | Calgary        | Calgary’s WinSport Bobsleigh/Luge Track |
| 23. | 8. Dez. 2019  | Lake Placid    | Olympia-Bobbahn Mount Van Hoevenberg    |
| 24. | 11. Jan. 2020 | La Plagne      | Piste de La Plagne                      |
| 25. | 18. Jan. 2020 | Innsbruck-Igls | Kunsteisbahn Bob-Rodel Igls             |
| 26. | 25. Jan. 2020 | Königssee      | Kunsteisbahn Königssee                  |
| 27. | 21. Nov. 2020 | Sigulda        | Bob- und Rennschlittenbahn Sigulda      |
| 28. | 22. Nov. 2020 | Sigulda        | Bob- und Rennschlittenbahn Sigulda      |
| 29. | 28. Nov. 2020 | Sigulda        | Bob- und Rennschlittenbahn Sigulda      |
| 30. | 29. Nov. 2020 | Sigulda        | Bob- und Rennschlittenbahn Sigulda      |
| 31. | 13. Dez. 2020 | Innsbruck-Igls | Kunsteisbahn Bob-Rodel Igls             |
| 32. | 19. Dez. 2020 | Innsbruck-Igls | Kunsteisbahn Bob-Rodel Igls             |
| 33. | 20. Dez. 2020 | Innsbruck-Igls | Kunsteisbahn Bob-Rodel Igls             |
| 34. | 9. Jan. 2021  | Winterberg     | Bobbahn Winterberg                      |
| 35. | 16. Jan. 2021 | St. Moritz     | Olympia Bob Run St. Moritz–Celerina     |
| 36. | 23. Jan. 2021 | Königssee      | Kunsteisbahn Königssee                  |
| 37. | 30. Jan. 2021 | Innsbruck-Igls | Kunsteisbahn Bob-Rodel Igls             |
| 38. | 20. Nov. 2021 | Innsbruck-Igls | Kunsteisbahn Bob-Rodel Igls             |
| 39. | 27. Nov. 2021 | Innsbruck-Igls | Kunsteisbahn Bob-Rodel Igls             |
| 40. | 4. Dez. 2021  | Altenberg      | Rennschlitten- und Bobbahn Altenberg    |
| 41. | 18. Dez. 2021 | Altenberg      | Rennschlitten- und Bobbahn Altenberg    |
| 42. | 2. Jan. 2022  | Sigulda        | Bob- und Rennschlittenbahn Sigulda      |
| 43. | 8. Jan. 2022  | Winterberg     | Bobbahn Winterberg                      |
| 44. | 15. Jan. 2022 | St. Moritz     | Olympia Bob Run St. Moritz–Celerina     |
| 45. | 25. Nov. 2022 | Whistler       | Whistler Sliding Centre                 |
| 46. | 2. Dez. 2022  | Park City      | Bobbahn Park City                       |
| 47. | 22. März 2024 | Lake Placid    | Olympia-Bobbahn Mount Van Hoevenberg    |
| 48. | 7. Dez. 2024  | Altenberg      | Rennschlitten- und Bobbahn Altenberg    |
| 49. | 14. Dez. 2024 | Sigulda        | Bob- und Rennschlittenbahn Sigulda      |
| 50. | 4. Jan. 2025  | Winterberg     | Veltins-Eisarena                        |
| 51. | 11. Jan. 2025 | St. Moritz     | Olympia Bob Run St. Moritz–Celerina     |
| 52. | 8. Feb. 2025  | Lillehammer    | Lillehammer Olympiske Bob- og Akebane   |

| Nr. | Datum         | Ort            | Bahn                                    |
| --- | ------------- | -------------- | --------------------------------------- |
| 01. | 29. Nov. 2015 | Altenberg      | DKB-Eiskanal                            |
| 02. | 6. Dez. 2015  | Winterberg     | Bobbahn Winterberg                      |
| 03. | 16. Dez. 2018 | Winterberg     | Bobbahn Winterberg                      |
| 04. | 6. Jan. 2019  | Altenberg      | DKB-Eiskanal                            |
| 05. | 19. Jan. 2019 | Innsbruck-Igls | Kunsteisbahn Bob-Rodel Igls             |
| 06. | 27. Jan. 2019 | St. Moritz     | Olympia Bob Run St. Moritz–Celerina     |
| 07. | 24. Feb. 2019 | Calgary        | Calgary’s WinSport Bobsleigh/Luge Track |
| 08. | 3. Jan. 2020  | Winterberg     | Bobbahn Winterberg                      |
| 09. | 12. Jan. 2020 | La Plagne      | Piste de La Plagne                      |
| 10. | 19. Jan. 2020 | Innsbruck-Igls | Kunsteisbahn Bob-Rodel Igls             |
| 11. | 26. Jan. 2020 | Königssee      | Kunsteisbahn Königssee                  |
| 12. | 10. Jan. 2021 | Winterberg     | Bobbahn Winterberg                      |
| 13. | 17. Jan. 2021 | St. Moritz     | Olympia Bob Run St. Moritz–Celerina     |
| 14. | 24. Jan. 2021 | Königssee      | Kunsteisbahn Königssee                  |
| 15. | 31. Jan. 2021 | Innsbruck-Igls | Kunsteisbahn Bob-Rodel Igls             |
| 16. | 21. Nov. 2021 | Innsbruck-Igls | Kunsteisbahn Bob-Rodel Igls             |
| 17. | 28. Nov. 2021 | Innsbruck-Igls | Kunsteisbahn Bob-Rodel Igls             |
| 18. | 5. Dez. 2021  | Altenberg      | Rennschlitten- und Bobbahn Altenberg    |
| 19. | 11. Dez. 2021 | Winterberg     | Bobbahn Winterberg                      |
| 20. | 12. Dez. 2021 | Winterberg     | Bobbahn Winterberg                      |
| 21. | 19. Dez. 2021 | Altenberg      | Rennschlitten- und Bobbahn Altenberg    |
| 22. | 9. Jan. 2022  | Winterberg     | Bobbahn Winterberg                      |
| 23. | 26. Nov. 2022 | Whistler       | Whistler Sliding Centre                 |
| 24. | 2. Dez. 2022  | Park City      | Bobbahn Park City                       |
| 25. | 8. Jan. 2023  | Winterberg     | Bobbahn Winterberg                      |
| 26. | 11. Feb. 2023 | Innsbruck-Igls | Olympia Eiskanal Igls                   |
| 27. | 12. Feb. 2023 | Innsbruck-Igls | Olympia Eiskanal Igls                   |
| 28. | 10. Dez. 2023 | La Plagne      | Piste de La Plagne                      |
| 29. | 17. Dez. 2023 | Innsbruck-Igls | Olympia Eiskanal Igls                   |
| 30. | 28. Jan. 2024 | Lillehammer    | Lillehammer Olympiske Bob- og Akebane   |
| 31. | 18. Feb. 2024 | Altenberg      | Rennschlitten- und Bobbahn Altenberg    |
| 32. | 23. März 2024 | Lake Placid    | Olympia-Bobbahn Mount Van Hoevenberg    |
| 33. | 8. Dez. 2024  | Altenberg      | Rennschlitten- und Bobbahn Altenberg    |
| 34. | 12. Jan. 2025 | St. Moritz     | Olympia Bob Run St. Moritz–Celerina     |
| 35. | 19. Jan. 2025 | Innsbruck-Igls | Olympia Eiskanal Igls                   |

| Nr. | Datum         | Ort            | Bahn                        |
| --- | ------------- | -------------- | --------------------------- |
| 01. | 19. Jan. 2013 | Innsbruck-Igls | Kunsteisbahn Bob-Rodel Igls |

Quelle: ibsf.org

## Privates
Francesco Friedrich ist seit August 2014 verheiratet und hat zwei Söhne. Er ist seit 2011 Mitglied der Spitzensportfördergruppe der Bundespolizei und lebt in seiner Geburtsstadt Pirna. Friedrich ist seit November 2018 Ehrenbürger seiner Heimatstadt.
Friedrichs älterer Bruder David war ebenfalls Bobfahrer. Er stürzte 2006 und 2007 schwer und unterbrach seine Karriere. Zwischen 2009 und 2012 bestritt er einige internationale Rennen, v. a. im Europacup.